# Guarea apiodora
Guarea apiodora är en tvåhjärtbladig växtart som beskrevs av Henri Ernest Baillon. Guarea apiodora ingår i släktet Guarea och familjen Meliaceae. Inga underarter finns listade i Catalogue of Life.